# آلسیو بندیتی (بازیکن فوتبال، زاده ۱۹۹۷)
آلسیو بندیتی (انگلیسی: Alessio Benedetti؛ زادهٔ ۷ آوریل ۱۹۹۷) بازیکن فوتبال است.
از باشگاه‌هایی که در آن بازی کرده‌است می‌توان به باشگاه فوتبال تورینو اشاره کرد.